# David Beriáin
David Beriáin Amátriain (Pamplona, Navarra, 12 de agosto de 1977-Parque nacional de Arli, Región Este, Burkina Faso, 27 de abril de 2021) fue un periodista y reportero español, especializado en conflictos armados, temas de violencia y periodismo de inmersión.

## Biografía
David Beriáin nació en Pamplona, en la Clínica de la Cruz Roja. Creció entre Mendigorría (donde residían sus padres Francisco Javier Beriáin Arraíza, natural de Uterga, y Angelines Amatrian Jimeno, de Artajona cuando él nació) y Artajona, pueblos de Navarra. Durante una entrevista afirmó que Artajona 
«Fue mi mundo hasta los dieciocho años. En cierta forma lo sigue siendo porque es una referencia fundamental en mi vida, me ha hecho como soy». 
Después de terminar el instituto de educación secundaria se interesó por política, sociología, historia, filosofía, psicología, antropología y teología. Al final se decidió por el periodismo porque «era la carrera que menos cosas dejaba fuera y, además, me gustaba escribir». En 1995 fue admitido en la Universidad de Navarra para estudiar Ciencias de la Información.
En 2002 fue contratado por el periódico La Voz de Galicia y enviado a Irak con veinticinco años. Entró al país por la frontera del norte de Irak con Turquía, escondido en el doble fondo de la carga de unos contrabandistas, para ejercer como corresponsal de guerra. En marzo de 2002, viajó a Afganistán para ofrecer un retrato de los talibanes. Mientras estaba allí se produjo un terremoto.
En marzo de 2008 fue uno de los escasos reporteros que lograron entrar con una cámara de vídeo en los campamentos de las FARC. Su serie de reportajes Diez días con las FARC le sirvió para mostrar el mundo clandestino de la guerrilla colombiana, lo que le valió para ser premiado con el Premio José Manuel Porquet de Periodismo Digital y ser finalista en el Premio Bayeux-Calvados Normandy, el más prestigioso del mundo para corresponsales de guerra.
Empezó a trabajar para Mediaset en 2010 y su primer destino fue Afganistán, junto a Sergio Caro, el fotógrafo y cámara con el que más trabajó en sus reportajes. Decidieron irse en un viaje de tres meses para investigar a qué se enfrentaban las tropas españolas desplegadas allí. Durante su estancia entrevistó al grupo terrorista talibán, a futuros suicidas, y acompañó al combate a soldados estadounidenses que operaban en las mismas zonas que los españoles. Fruto de ese trabajo fue el documental Afganistán: españoles en la ratonera, emitido en CNN+. Desde principios de ese mismo año formó parte del equipo de REC Reporteros Cuatro.
En abril de 2010 grabó un reportaje en Colombia, sobre menores de edad que narraban su experiencia como sicarios a sueldo en el país. En junio de ese mismo año, Beriain se introdujo en el bastión del chavismo, recorriendo las calles de Venezuela. En septiembre volvió a regresar a Bagdad, donde ya no estaban las tropas estadounidenses; y en octubre viajó a las selvas del Congo, introduciéndose en los mercados de minerales y en los "frentes de guerra sin frente". Con la información conseguida allí realizó el documental Congo, tierra violada.
En 2011 trabajó como director para el corto documental Sea Bites Percebeiros, que narra el trabajo arriesgado de los percebeiros, producción que fue candidata a los Premios Goya en 2012. En 2011 también formó parte del equipo de reporteros desplazados por Antena 3 Televisión a Japón, para informar del accidente de la central nuclear de Fukushima.
En 2012 fundó junto a Adriano Morán e Ignacio Vuelta la productora audiovisual 93 Metros, especializada en grandes formatos audiovisuales, periodismo de datos y diseño de contenidos publicitarios y otras tecnologías innovadoras.
En 2013 realizó un documental en Kenia sobre la labor de las fundaciones ANIDAN y Pablo Horstmann en Lamu (Kenia), en relación con el drama de la prostitución y del SIDA en niños y adultos.
En 2014 se desplazó con Discovery MAX al Amazonas, donde realizó un documental sobre la matanza en el Amazonas, en una zona próxima al territorio yasumí, en el que existe una inmensa riqueza de biodiversidad.

## Asesinato
Beriáin fue asesinado en el parque nacional de Arli (Burkina Faso) el 27 de abril de 2021, junto al camarógrafo Roberto Fraile y al conservacionista Rory Young, por terroristas del JNIM. Se encontraban grabando un documental sobre la caza furtiva en Burkina Faso, cuando entraron en un territorio perteneciente a Al Qaeda y poco después terroristas les cortaron el paso y abrieron fuego contra el convoy en el que iban. Según uno de los soldados burkineses que estaban con ellos, durante el tiroteo Beriáin, Fraile y Young se escondieron en el bosque. Posteriormente se informó de que Fraile había sido gravemente herido durante el tiroteo, por lo que Beriain y Young se quedaron con él en vez de intentar escapar.
Al día siguiente, la por aquel entonces ministra de Asuntos Exteriores de España, Arancha González Laya, durante el Consejo de Ministros, comunicó que los cadáveres de Beriain, Fraile y Young habían sido encontrados en la zona del ataque. Young era el presidente y fundador de la ONG Chengeta Wildlife, que se dedica la lucha contra la caza furtiva en África. Posteriormente en un audio, el JNIM, vinculado a Al Qaeda, reivindicó el ataque.
Su cuerpo, así como los de Fraile y Young, llegaron el 30 de abril a la base aérea de Torrejón de Ardoz, Madrid, desde donde fue trasladado seguidamente a Artajona. Allí fue enterrado en la mañana del día siguiente, celebrándose un funeral ese mismo día en el colegio Reina Urraca, donde Beriain estudió.

## Premios, nominaciones y reconocimientos
- Premio de periodismo digital José Manuel Porquet por Diez días con las FARC.
- Finalista en el Bayeux de Normandía, uno de los galardones más importantes para corresponsales de guerra.
- Premio Iris del Jurado de la Academia de la Televisión española en 2016 por la serie Clandestino.
- Nominación a los premios Emmy en la categoría de Mejor Investigación Periodística en Español por el programa Latinos en el corredor de la muerte.[20]
- RealScreen Awards, categoría de documentales de actualidad por El negocio del secuestro en Venezuela en 2019.
- RealScreen Awards por La Colombia de las FARC en 2016.
- Premio Luka Brajnovic (a título póstumo concedido en mayo de 2021). Facultad de Comunicación. Universidad de Navarra.[21][22][23]
- Cruz de Carlos III el Noble (a título póstumo) por el Gobierno de Navarra[24]
- Medalla al Mérito Civil, a título póstumo (mayo de 2021) por el Gobierno de España.[25]
- Premio Fernández Latorre (a título póstumo), el 18 de noviembre de 2021) por su brillante trayectoria de periodismo valiente y su calidad humana y profesional.[26]
- Gran Cruz de la Real Orden de Reconocimiento Civil a las Víctimas del Terrorismo, a título póstumo (marzo de 2022).[27]

### Otros
En de 2025, se anuncia que el colegio público de Artajona, "Urraca Reina" pasará a llamarse "David Beriain", en homenaje a su ilustre vecino fallecido,  desde el curso 2025-2026.   